# Klinovac
Klinovac (en serbe cyrillique : Клиновац) est un village de Serbie situé dans la municipalité de Bujanovac, district de Pčinja. En 2002, il comptait 539 habitants, dont une majorité de Serbes.
En septembre 2011, l'assemblée des députés albanais de Preševo, Bujanovac et Medveđa a incité les Albanais de Serbie à boycotter le recensement prévu pour le mois d'octobre de cette année-là ; de ce fait, aucun chiffre de population n'a été communiqué pour les localités de la municipalité de Bujanovac.

## Démographie

### Évolution historique de la population
| 1948 | 1953 | 1961 | 1971 | 1981 | 1991 | 2002 |
| ---- | ---- | ---- | ---- | ---- | ---- | ---- |
| 900  | 911  | 866  | 784  | 667  | 604  | 539  |

|  |

## Personnalités liées à la ville
- Božidar Popović (1913-1993), mathématicien, astronome et espérantiste serbe.